# 무후 알리예프
무후 김바토비치 알리예프(Mukhu Gimbatovich Aliyev, 러시아어: Муху́ Гимба́тович Али́ев[muˈxu ɡʲɪmˈbatəvʲɪtɕ ɐˈlʲiɪf]; 아바르어: Мухӏу Гӏалиев, 1940년 8월 6일 ~)는 러시아의 정치인으로 2006년부터 2010년까지 러시아의 연방주체 중 하나인 다게스탄 공화국의 제2대 대통령을 지냈다.